# 340 (tal)
340 (trehundrafyrtio) är det naturliga talet som följer 339 och som följs av 341.

## Inom vetenskapen
- 340 Eduarda, en asteroid

## Inom matematiken
- 340 är ett jämnt tal.
- 340 är ett oktaedertal.
- 340 är summan av åtta primtal som kommer efter varandra: 29 + 31 + 37 + 41 + 43 + 47 + 53 + 59.
- 340 är summan av nio primtal som kommer efter varandra: 17 + 19 + 23 + 29 + 31 + 37 + 41 + 43 + 47 + 53).
- 340 är summan av de första fyra potenserna av fyra: (41 + 42 + 43 + 44).
- 340 är delbart med antalet primtal mindre än det.
- 340 är ett Erdős–Woodstal.